# Droga ekspresowa 46 (Izrael)
Droga ekspresowa 46 (hebr.: כביש 46) – droga ekspresowa w centralnej części Izraela. Została ona wybudowana w celu odciążenia drogi ekspresowej nr 40  w rejonie strefy przemysłowej przy międzynarodowym porcie lotniczym im. Ben Guriona.